# ترمویل-سنت-لوپ
ترمویل-سنت-لوپ (به فرانسوی: Trémouille-Saint-Loup) یک کمون در فرانسه است که در Canton of La Tour-d'Auvergne واقع شده‌است.

## خصوصیات
ترمویل-سنت-لوپ ۱۲٫۲۳ کیلومترمربع مساحت و ۱۴۸ نفر جمعیت دارد و ۷۵۰ متر بالاتر از سطح دریا واقع شده‌است.